# Bunker 16
Bunker 16 ist eine deutsche Rechtsrock-Band aus Bremen.

## Bandgeschichte
Bunker 16 gründeten sich 2009. Die nach eigener Aussage klassische RAC-Band besteht aus vier Mitgliedern, die langjährig in der Bremer Neonazi-, Rechtsrock- und Kameradschaftsszene aktiv waren. Schlagzeuger Carsten Löhmann war aktiv bei Boots Brothers und ist ebenfalls fester Schlagzeuger bei Endstufe. Zum Umfeld letzterer Band gehört auch Bassist Tom Möller. Danny Hellwig gehörte den Freien Nationalisten Weyhe und der Verdener NPD an.
Der erste Auftritt erfolgte im Februar 2011 mit Sleipnir im Ruhrgebiet. Im Mai 2011 erschien ihre Debüt-CD Alles oder nichts über das Label Front Records. Am 13. August 2011 spielte die Band mit Endstufe anlässlich deren 30-jährigen Jubiläums in Groß Mackenstedt. Am 12. November 2011 spielte die Band vor 1.300 Besuchern zusammen mit der Hauptband Die Lunikoff Verschwörung im Landkreis Görlitz. Das Konzert stand unter dem Motto „Freiheit für Erich Priebke“ und forderte Freiheit für den seit 2007 unter Hausarrest stehenden NS-Kriegsverbrecher.

## Diskografie
- 2011: Alles oder nichts (Front Records)